# Донськой Володимир Йосипович
Володимир Йосипович Донськой (нар. 7 травня 1948) — український учений у галузі теоретичної інформатики. Доктор фізико-математичних наук, професор. Академік АН ВШ України з 2005 р.

## Біографія
Народився в м. Рівному. В 1966 р. вступив до Севастопольського приладобудівного інституту і закінчив його в 1971 р. З 1974 р., після військової служби, працює в Таврійському національному університеті ім. В. Вернадського (м. Сімферополь) на посадах програміста, керівника групи математичного забезпечення обчислювального центру, старшого наукового співробітника, асистента, доцента, професора, декана факультету. Кандидат фіз.-мат. наук за спеціальністю «математична кібернетика» (1983), доктор фіз.-мат. наук за спеціальністю «теоретичні основи інформатики» (1994, ВАК Росії), професор (1995), доктор фіз.-мат. наук за спеціальністю «георетичні основи інформатики і кібернетики» (2000, ВАК України). У 1994 р. заснував у ТНУ ім. В. Вернадського нову кафедру інформатики, був ініціатором відкриття на математичному факультеті спеціальності «інформатика» (1995), відкрив аспірантуру за спеціальністю «теоретичні основи інформатики та кібернетики».

## Наукова діяльність
Сфера наукових інтересів — теоретична інформатика, штучний інтелект, розпізнавання образів, дискретна математика, дослідження операцій.
Автор понад 100 наукових робіт, серед яких — 4 книги: монографія «Дискретні моделі прийняття рішень при неповній інформації» (1992), навчальні посібники «Мови персональних комп'ютерів» (1989), «Комп'ютерні мережі та мережеві технології» (1999), «Дискретна математика» (2000).
Підготував 3-х кандидатів фізико-математичних наук.
Організатор і вчений секретар постійно діючої наукової конференції «Інтелектуалізація обробки інформації». Головний редактор наукового журналу «Таврійський вісник інформатики і математики», який внесено в перелік ВАК України з спеціальностей розділу 01.05 «інформатика та кібернетика».
Заслужений діяч науки і техніки України (2004). Нагороджений почесною грамотою Української федерації вчених за вагомий внесок у розвиток науки в Україні (2004).